# Svartvideguldmal
Svartvideguldmal, Phyllonorycter heringiellus är en fjärilsart som först beskrevs av Niels Grønlien 1932.  Svartvideguldmal ingår i släktet Phyllonorycter, och familjen styltmalar, . Arten är reproducerande i Sverige.